# اریک لو شانونه
اریک لو شانونه (فرانسوی: Éric Le Chanony‎؛ زادهٔ ۲۸ فوریهٔ ۱۹۶۸) ورزشکار بابسلد اهل فرانسه است.